# 伶官
伶官是中国、越南、朝鮮古代做官的伶人，他们虽因君主的青睐而得官，但因出身低贱而又干预、甚至把控朝政、以权谋私，在士大夫眼里成为败坏朝纲之辈。

## 中國
中國伶官多见于唐朝和五代时。

### 唐
唐高祖曾拜舞伎安叱奴为散骑侍郎，优伶可列于朝堂，遭袁利贞规劝。唐太宗时的乐工王长通、白明达也曾得到高官厚禄，因此而受马周等士大夫弹劾。 到了唐中宗神龙二年, 酸枣尉袁楚客对当朝宰相魏元忠所说的“国政十失”之四就是“ 俳优小人盗窃品秩” 。
唐玄宗爱好音律, 优伶亦更受宠。按《新唐书·礼乐志》：“ 玄宗时，新声散乐倡优之戏，有谐谑而赐金帛朱紫者”。其中著名者如号称才华“盛唐优伶第一”黄幡绰善参军戏，却也借此讽喻时政，颇得玄宗喜爱，蒙赐绯衣。而同样善参军戏的李仙鹤得授韶州同正参军。乐工李龟年、李彭年、李鹤年三兄弟因玄宗之厚待而得以在洛阳起宅第。
唐穆宗时郑覃与崔郾奏称“金缯所出，固民膏血”，故不应滥赐无功之倡优。唐敬宗曾在长庆四年三月乙亥赐伶官绫绢三千五百匹，他在位虽然只有三年，受赐紫衣鱼袋之乐官就有十三人。唐文宗在开成年间授仙韵院乐官尉迟璋官衔，遭窦洵抗议，却又授之光州长史。同样教坊副使云朝霞因善笛而得宠，授左骁卫将军、扬府司马，魏累多次反对，之后改为润州司马。唐宣宗、唐懿宗、唐僖宗、唐昭宗都对伶人宠遇有加，其中尤以懿宗朝的李可及为甚，李可及得为威卫将军，当时的宰相曹确以为不可，但已无法阻止懿宗的决定。朱全忠宠爱优人张廷范，授之御营使、河南尹、太常卿之职。

### 五代
到五代时期，伶官已经形成了自己的势力，后唐庄宗为牵制朝官权力而任用伶官景进（封上柱国）、史彦琼（为武德使）、郭门高（从马直指挥使，掌军权）等人，最终却为伶官弑杀，欧阳修评价庄宗称：“数十伶人困之, 而身死国灭为天下笑”。直到明宗李嗣源即位、“出宫人而减伶官”之后伶官势力才被大幅削弱。

### 后世
五代之后伶人为官之风渐息，但时亦有之。如明沈德符在《万历野获编》中道：“伶官之盛，莫过正德”。如臧贤因通晓音律而受宠于明武宗，任职于教坊司，得以常出入豹房，更蒙赐一品服，直至把持朝纲。

## 朝鮮

### 高麗
高麗時代伶官品秩最高只能到七品。